# Strime
Strime (in greco antico: Στρύμη?, Strýme) era una città posta sulla costa meridionale della Tracia, poco a ovest di Mesembria; tra queste due città scorreva il fiume Lissos, che secondo Erodoto fu prosciugato dall'esercito di Serse quando vi bevve. Strime era una colonia di Taso, ma il suo possesso era conteso tra Taso e la vicina Maronea.